# Prova basada en model
Una prova basada en model, en l'anglès Model-based testing, és l'aplicació del disseny basat en model (Model based design) per al disseny i òptima execució dels artefactes necessaris per dur a terme les proves de programari. Els models es poden utilitzar per a representar el comportament desitjat del sistema en prova (SUT, de l'anglès System Under Test), o per a representar les estratègies de prova desitjades i els entorns de prova. La imatge de la dreta representa el primer enfocament.